# Премія Ліги Драми
Премія Ліги Драми (англ.Drama League Award) — американська театральна премія, заснована в 1922 році. Відзначає визначні постановки та вистави як на Бродвеї, так і на Оф-Бродвей, а також визнає зразкові кар’єрні досягнення у театрі, музичному театрі та режисурі. Щотравня нагороди вручає Ліга Драми на щорічному обідньому нагородженні за участю виконавців, режисерів, продюсерів та членів Ліги Драми. Членство в Лізі драми має вся театральна спільнота, зокрема актори-володарі премій, дизайнери, режисери, драматурги, продюсери, ветерани галузі, критики та глядацька аудиторія з усіх куточків США.

## Історія премії
Премія Ліги Драми — це найстаріша нагорода, що вшановує театр Північної Америки. Нагороди були засновані у 1922 році та офіційно оформлені в 1935 році. Кетрін Корнелл стала лауреатом першої нагороди в 1935 році за визначну діяльність. Вручається п’ять конкурсних нагород: Видатна постановка п’єси, Видатна постановка мюзиклу, Видатне відродження п’єси, Видатне відродження мюзиклу та Нагорода за видатне виконання. Нагороду за видатну результативність присуджують одному виконавцю щороку, і одержувач може здобути нагороду лише один раз за свою кар'єру.

## Категорії
- Видатна постановка п’єси
- Видатна постановка мюзиклу
- Видатне відродження п’єси
- Видатне відродження мюзиклу
- Визначні показники

Крім того, почесна нагорода може бути вручена в таких категоріях:
- Видатні досягнення в музичному театрі
- Унікальний внесок у театр
- Нагорода засновників за досконалість режисури

## Дивитись також
Тоні